# Pomnik Reformacji w Genewie

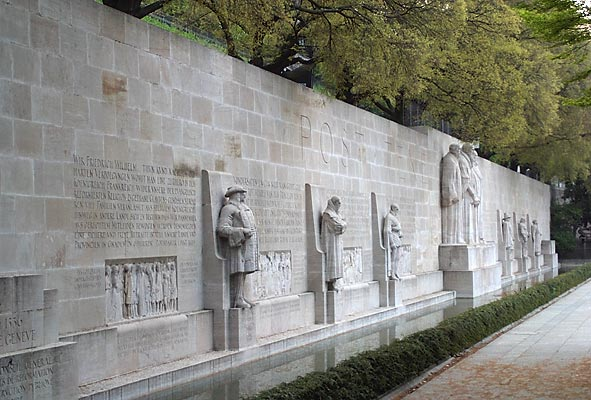
Genewa, Pomnik Reformacji

Pomnik Reformacji w Genewie, (franc. le Mur des Réformateurs) to monumentalny pomnik o długości 100 m i wysokości około 5,5 m, znajdujący się w Parc des Bastions, naprzeciwko głównego budynku uniwersytetu, w Genewie (Szwajcaria).
Na ogłoszony w 1908 r. międzynarodowy konkurs na monument, upamiętniający wielkie dzieło Reformacji, napłynęło 71 prac o bardzo różnorodnym charakterze. Zwyciężył projekt autorstwa 4 architektów szwajcarskich (w tym Alphonse’a Laverrière’a i Jeana Taillensa).
Pomnik zaczęto budować w roku 1909, w 400. rocznicę urodzin Jana Kalwina i 350. rocznicę założenia Akademii Genewskiej (obecnie Uniwersytet Genewski). Monument, wykonany z wapienia pochodzącego z kamieniołomów w Pouillenay w departamencie Côte-d’Or w Burgundii, ukończono w 1917 r. Wbudowano go w dolną część szesnastowiecznych fortyfikacji miejskich, które aż do połowy XIX wieku otaczały miasto. Autorami rzeźb byli dwaj rzeźbiarze z Francji: Paul Landowski i Henri Bouchard.
Centralną część pomnika zajmuje grupa 4 posągów (o wysokości około 5 m) przedstawicieli Reformacji; są to (od lewej strony do prawej): Wilhelm Farel (który wprowadził Reformację do Genewy), Jan Kalwin, Teodor Beza (pierwszy rektor Akademii Genewskiej) i John Knox. Ponad głowami tych postaci wyrzeźbiona jest dewiza Reformacji i Genewy: Post Tenebras Lux (Po mrokach światło). Po obu stronach centralnej grupy figuralnej mniejsze posągi, płaskorzeźby i napisy upamiętniają innych krzewicieli kalwinizmu oraz kluczowe momenty w historii tego wyznania.
Jest tu także upamiętniony organizator Kościoła ewangelicko-reformowanego w Polsce, polski i europejski działacz Reformacji Jan Łaski (pod łacińskim nazwiskiem: Joannes a Lasco). Z boków pomnika 2 stele upamiętniają Marcina Lutra i Huldrycha Zwinglego. Elementem pomnika jest także statua Rogera Williamsa.
3 listopada 2002 r. z okazji Święta Reformacji na płycie pomnika wyryto dodatkowo nazwiska trzech innych prekursorów Reformacji: Piotra Waldo, Johna Wycliffe'a i Jana Husa, a także pierwszej kobiety zasłużonej dla tego ruchu – Marie Dentière.